# Dicranum klauteri
Dicranum klauteri är en bladmossart som beskrevs av Hermann Johann O. Reimers 1931. Dicranum klauteri ingår i släktet kvastmossor, och familjen Dicranaceae. Inga underarter finns listade i Catalogue of Life.